# Giro ciclista a la derecha

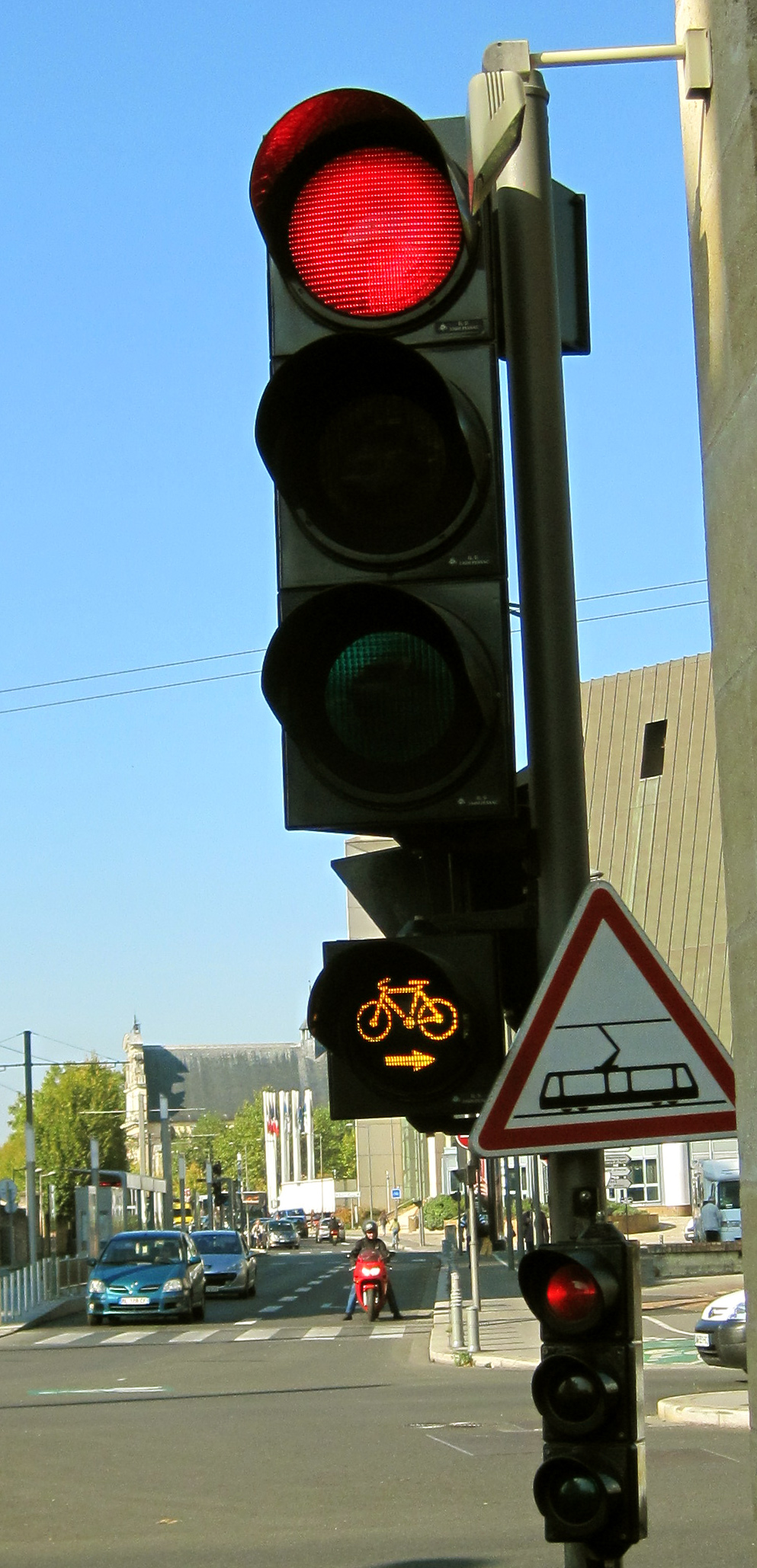
Dispositivo experimental en Burdeos.

El giro ciclista a la derecha (en francés oficial, cédez le passage cycliste au feu, o ceda el paso ciclista en el semáforo) es una señalización que permite a los ciclistas en ciudad girar a la derecha o continuar recto en un semáforo en rojo, siempre y cuando cedan el paso a todos los demás usuarios de la vía.
Este arreglo normativo busca incrementar la seguridad vial de los ciclistas, al separar el inicio de marcha de los ciclistas -más lentos- y de los vehículos con motor que giran a la derecha, causa de numerosos accidentes -en particular en presencia de camiones pesados, cuyo campo de visión tiene importantes ángulos muertos-. Aporta además mayor comodidad en la circulación del ciclista al evitar en muchos casos que tenga que detenerse.

## Los países precursores en Europa
Este dispositivo existe en Alemania (Rechts abbiegen für Radfahrer frei) y desde los años 1990 en los Países Bajos (rechtsaf voor fietsers vrij).

## En Francia

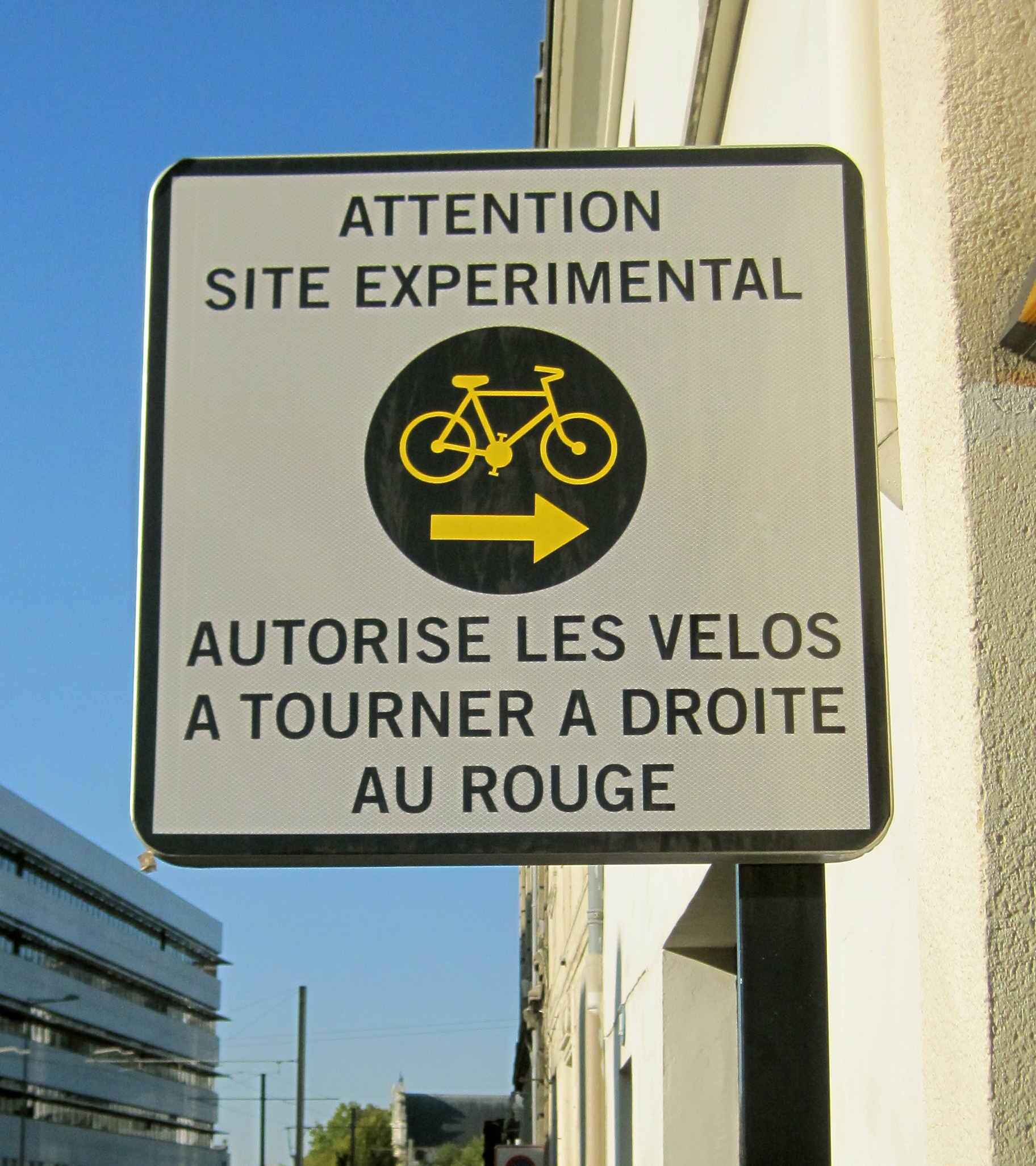
Panel de señalización experimental en Burdeos.

Un grupo de trabajo formado por varias ciudades francesas, dirigido por la DSCR (Délégation à la sécurité et à la circulation routières, o Delegación de la seguridad y la circulación en carretera) definió el método de giro a la derecha ciclista francés.
Varias pruebas en Estrasburgo (en 2008), Burdeos y Nantes culminaron en la modificación del reglamento de circulación francés, que autoriza a los ayuntamientos a poner en marcha este dispositivo desde noviembre de 2010.

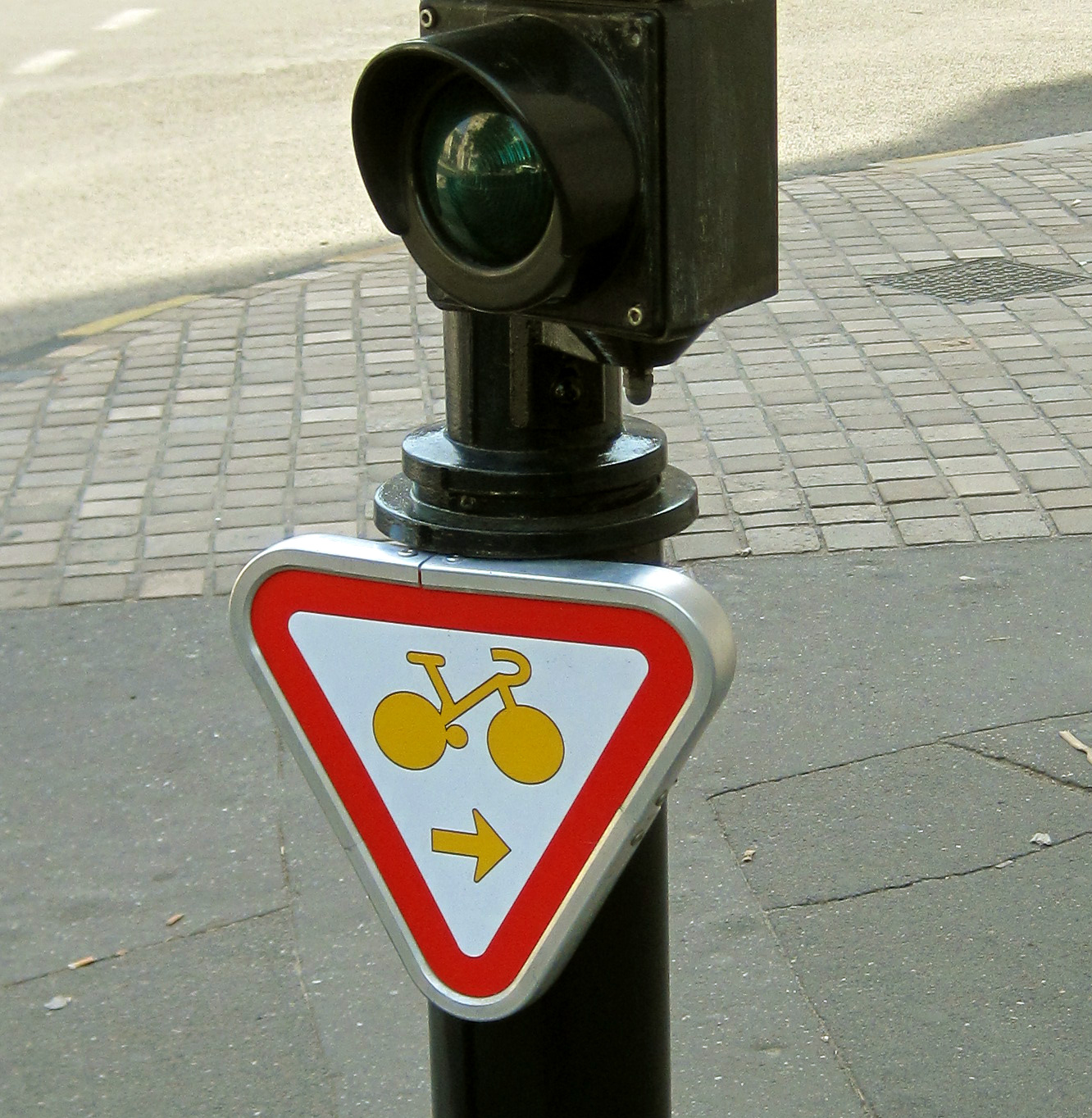
Panel M12a « tourne-à-droite » en Burdeos
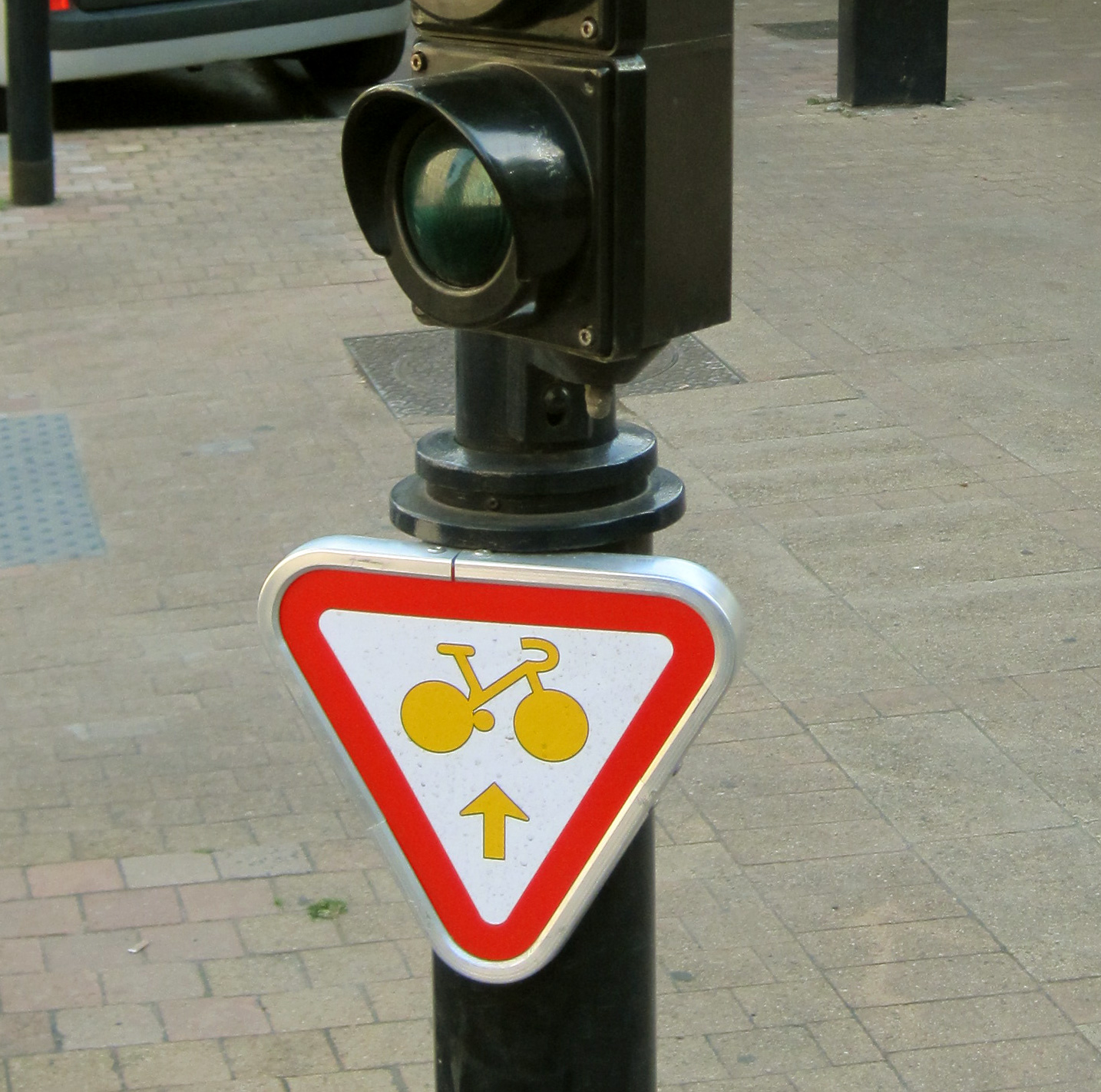
Panel M12b « va-tout-droit » en Burdeos

Ni en Estrasburgo, ni en Burdeos ni en Nantes se produjo ningún accidente durante los primeros años de uso de esta disposición. El ciclista debe, evidentemente, y al igual que cuando se usa un ceda el paso, asegurarse de que la vía está libre.
En París, el giro a la derecha ciclista se generalizó progresivamente desde el verano de 2013 en el conjunto de las zonas 30. Una prueba en 2012 en una quincena de cruces en el décimo barrio de París se reveló muy positiva, sin que se registrara ningún accidente.
En Rennes, se instaló el dispositivo en 38 cruces durante 2012.
En Grenoble, se instalarán aproximadamente 240 paneles en 120 cruces repartidos por toda la ciudad.
En las intersecciones en T, el mismo mecanismo permite continuar recto en el semáforo rojo cuando se va a seguir circulando por la misma vía.
El nombre legal de esta disposición era autorisation conditionnelle de franchissement pour cycles (autorización condicional de franqueo para ciclistas) en la reglamentación francesa. y desde noviembre de 2012 cédez-le-passage cycliste au feu (ceda el paso ciclista en el semáforo).
Para compartir experiencias sobre esta disposición y verificar su uso, se creó un observatorio en noviembre de 2012.

## En Bélgica
Propuesto en mayo de 2012, junto con otras modificaciones del código de circulación, por las asociaciones ciclistas belgas, el ceda el paso ciclista en los semáforos en rojo comenzó un periodo de pruebas en junio de 2012 en la región de Bruselas.